# Discografia de Jordin Sparks
A discografia de Jordin Sparks, uma cantora norte-americana de R&B e música pop, consiste em dois álbuns de estúdio, treze singles, incluindo dois como artista convidada e dois promocionais, e doze vídeos musicais. Na idade de dezassete anos, Sparks venceu a sexta temporada do reality show American Idol, ganhando um contrato de gravação com a editora discográfica Jive Records. A canção de coroação da temporada, "This Is My Now", atingiu um pico no número quinze da tabela musical americana Billboard Hot 100. Até Outubro de 2012, a música já havia vendido mais de 334 mil unidades nos EUA.
Em 2007, ela lançou o seu álbum de estúdio de estreia auto-intitulado. O disco obteve bom desempenho comercial, vendendo mais de um milhão de cópias nos Estados Unidos. Ele estreou no número dez da tabela americana Billboard 200 e recebeu disco de platina pela Recording Industry Association of America (RIAA). O álbum recebeu as certificações de ouro na Austrália, no Canadá e no Reino Unido. Jordin Sparks gerou três singles de sucesso. "Tattoo", o primeiro single, tornou-se no primeiro êxito de Sparks a se posicionar nas dez melhores colocações nos EUA, na Austrália e no Canadá. O segundo single, "No Air", um dueto com o cantor Chris Brown, tornou-se na canção de Jordin com melhor desempenho gráfico, atingindo um máximo de número um na Austrália e na Nova Zelândia, e recebendo disco de platina em ambos os países. O terceiro single, "One Step at a Time", alcançou o número dois na Nova Zelândia e foi certificado como ouro pela Recording Industry Association of New Zealand (RIANZ). Até Outubro de 2012, "Tattoo" havia vendido 2.212 mil de cópias e "No Air" havia embarcado 3.47 milhões de exemplares em território americano.
Sparks lançou o seu segundo álbum de estúdio, Battlefield em Julho de 2009. O material estreou nas dez melhores colocações da tabela musical do EUA, no entanto, foi mal sucedido em comparação com o anterior, vendendo apenas 177 mil cópias em território americano, e por ter falhado a receber qualquer certificado. Porém, contou com a faixa-título de sucesso moderado, que atingiu a posição de pico dentro dos dez primeiros lugares em cinco países. O segundo single, "S.O.S. (Let the Music Play)", tornou-se no primeiro número um de Sparks na tabela de música dance americana, Hot Dance Club Songs. O terceiro single, "Don't Let It Go to Your Head", foi lançado apenas no Reino Unido, mas não conseguiu entrar na UK Singles Chart. Durante este tempo, Sparks gravou o dueto "Art of Love" com o artista australiano Guy Sebastian, retirado de seu quinto álbum de estúdio, Like It Like That. A canção atingiu a posição de pico entre as dez primeiras posições na Austrália e na Nova Zelândia, e recebeu o certificado de disco de platina pela ARIA.

## Álbuns

### Álbuns de estúdio
| Detalhes do álbum | Melhores posições nas tabelas | Melhores posições nas tabelas | Melhores posições nas tabelas | Melhores posições nas tabelas | Melhores posições nas tabelas | Melhores posições nas tabelas | Melhores posições nas tabelas | Melhores posições nas tabelas | Melhores posições nas tabelas | Melhores posições nas tabelas | Vendas                              | Certificações                                         |
| Detalhes do álbum | EUA                           | AUS                           | AUT                           | CAN                           | ALE                           | IRL                           | HOL                           | NZL                           | SUE                           | GBR                           | Vendas                              | Certificações                                         |
| --- | ----------------------------- | ----------------------------- | ----------------------------- | ----------------------------- | ----------------------------- | ----------------------------- | ----------------------------- | ----------------------------- | ----------------------------- | ----------------------------- | ----------------------------------- | ----------------------------------------------------- |
| Jordin Sparks - 20 de Novembro de 2007 - Jive Records - CD, download digital                                             | 10                            | 17                            | 41                            | 12                            | 42                            | 19                            | 41                            | 10                            | 57                            | 17                            | - Mundo: 3,000,000 - EUA: 1,045,000 | - ARIA: Ouro - BPI: Ouro - CRIA: Ouro - RIAA: Platina |
| Battlefield - 20 de Julho de 2009 - 19 Recordings, Jive Records - CD, download digital                                   | 7                             | 34                            | 60                            | 12                            | 68                            | 17                            | 51                            | 17                            | —                             | 11                            | - Mundo: 600,000 - EUA: 190,000     | - BPI: Ouro                                           |
| Right Here Right Now - 24 de Agosto de 2015 - 19 Recordings, Louder Than Life Records, Sony Music - CD, download digital | 161                           | —                             | —                             | —                             | —                             | —                             | —                             | —                             | —                             | —                             |                                     |                                                       |
| "—" denota itens que não entraram nas tabelas ou não foram lançados no território.                                       |                               |                               |                               |                               |                               |                               |                               |                               |                               |                               |                                     |                                                       |

### Mixtapes
| Detalhes do álbum                                                                              |
| ---------------------------------------------------------------------------------------------- |
| #ByeFelicia - 25 de Novembro de 2014 - Louder Than Life Records, Sony Music - Download digital |

## Extended plays
| Detalhes do álbum                                                        |
| ------------------------------------------------------------------------ |
| For Now - 29 de Agosto de 2006 - CD                                      |
| Jordin Sparks - 24 de Maio de 2007 - 19 Entertainment - Download digital |

## Singles

### Como artista principal
| Ano                                                                                | Canção                                      | Melhores posições nas tabelas | Melhores posições nas tabelas | Melhores posições nas tabelas | Melhores posições nas tabelas | Melhores posições nas tabelas | Melhores posições nas tabelas | Melhores posições nas tabelas | Melhores posições nas tabelas | Melhores posições nas tabelas | Melhores posições nas tabelas | Certificações                                                          | Álbum         |
| Ano                                                                                | Canção                                      | EUA                           | EUA R&B                       | AUS                           | CAN                           | ALE                           | IRL                           | PB                            | NZL                           | SUE                           | RU                            | Certificações                                                          | Álbum         |
| ---------------------------------------------------------------------------------- | ------------------------------------------- | ----------------------------- | ----------------------------- | ----------------------------- | ----------------------------- | ----------------------------- | ----------------------------- | ----------------------------- | ----------------------------- | ----------------------------- | ----------------------------- | ---------------------------------------------------------------------- | ------------- |
| 2007                                                                               | "This Is My Now"                            | 15                            | —                             | —                             | 41                            | —                             | —                             | —                             | —                             | —                             | —                             |                                                                        | Jordin Sparks |
| 2007                                                                               | "Tattoo"                                    | 8                             | —                             | 5                             | 3                             | 19                            | 48                            | 66                            | 12                            | 26                            | 24                            | - ARIA: Platina - RIAA: Platina                                        | Jordin Sparks |
| 2008                                                                               | "No Air" (com participação de Chris Brown)  | 3                             | 4                             | 1                             | 3                             | 10                            | 2                             | 17                            | 1                             | 10                            | 3                             | - RIANZ: 2× Platina - ARIA: Platina - RIAA: Platina - IFPI (SUE): Ouro | Jordin Sparks |
| 2008                                                                               | "One Step at a Time"                        | 17                            | —                             | 12                            | 11                            | 55                            | 42                            | —                             | 2                             | 53                            | 16                            | - RIANZ: Ouro                                                          | Jordin Sparks |
| 2009                                                                               | "Battlefield"                               | 10                            | —                             | 4                             | 5                             | 40                            | 9                             | 51                            | 3                             | 39                            | 11                            | - ARIA: Platina - RIANZ: Ouro                                          | Battlefield   |
| 2009                                                                               | "S.O.S. (Let the Music Play)"               | —                             | —                             | 54                            | 46                            | —                             | 36                            | 51                            | —                             | 7                             | 13                            |                                                                        | Battlefield   |
| 2010                                                                               | "Don't Let It Go to Your Head"              | —                             | —                             | —                             | —                             | —                             | —                             | —                             | —                             | —                             | —                             |                                                                        | Battlefield   |
| 2011                                                                               | "I Am Woman"                                | 82                            | —                             | —                             | 49                            | —                             | —                             | —                             | —                             | —                             | —                             | Não incluso em álbum                                                   |               |
| 2012                                                                               | "Celebrate" (com Whitney Houston)           | —                             | 39                            | —                             | —                             | —                             | —                             | —                             | —                             | —                             | —                             | Sparkle: Original Motion Picture Soundtrack                            |               |
| 2014                                                                               | "How Bout Now (Remix)"                      | —                             | —                             | —                             | —                             | —                             | —                             | —                             | —                             | —                             | —                             | #ByeFelicia                                                            |               |
| 2014                                                                               | "It Ain't You"                              | —                             | —                             | —                             | —                             | —                             | —                             | —                             | —                             | —                             | —                             | #ByeFelicia                                                            |               |
| 2015                                                                               | "Double Tap" (com participação de 2 Chainz) | —                             | —                             | —                             | —                             | —                             | —                             | —                             | —                             | —                             | —                             | Right Here Right Now                                                   |               |
| 2015                                                                               | "Right Here Right Now'"                     | —                             | —                             | —                             | —                             | —                             | —                             | —                             | —                             | —                             | —                             | Right Here Right Now                                                   |               |
| 2015                                                                               | "They Don't Give'"                          | —                             | —                             | —                             | —                             | —                             | —                             | —                             | —                             | —                             | —                             | Right Here Right Now                                                   |               |
| "—" denota itens que não entraram nas tabelas ou não foram lançados no território. |                                             |                               |                               |                               |                               |                               |                               |                               |                               |                               |                               |                                                                        |               |

### Como artista convidada
| Ano                                                                                | Canção                                                            | Melhores posições nas tabelas | Melhores posições nas tabelas | Melhores posições nas tabelas | Melhores posições nas tabelas | Melhores posições nas tabelas | Melhores posições nas tabelas | Melhores posições nas tabelas | Certificações                 | Álbum                |
| Ano                                                                                | Canção                                                            | EUA                           | AUS                           | CAN                           | IRL                           | NZL                           | SUE                           | RU                            | Certificações                 | Álbum                |
| ---------------------------------------------------------------------------------- | ----------------------------------------------------------------- | ----------------------------- | ----------------------------- | ----------------------------- | ----------------------------- | ----------------------------- | ----------------------------- | ----------------------------- | ----------------------------- | -------------------- |
| 2009                                                                               | "Art of Love" (Guy Sebastian com participação de Jordin Sparks)   | —                             | 8                             | —                             | —                             | 7                             | —                             | —                             | - ARIA: Platina - RIANZ: Ouro | Like It Like That    |
| 2010                                                                               | "We Are the World 25 for Haiti" (como parte de Artists for Haiti) | 2                             | 18                            | 7                             | 9                             | 8                             | 5                             | 50                            |                               | Não incluso em álbum |
| 2013                                                                               | "Is This Love" (Alex Gaudino com participação de Jordin Sparks)   | 2                             | 18                            | 7                             | 9                             | 8                             | 5                             | 50                            | Doctor Love                   |                      |
| "—" denota itens que não entraram nas tabelas ou não foram lançados no território. |                                                                   |                               |                               |                               |                               |                               |                               |                               |                               |                      |

### Singlespromocionais
| Ano  | Canção                                       | Álbum                 |
| ---- | -------------------------------------------- | --------------------- |
| 2011 | "The World I Knew"                           | Não incluso em álbum  |
| 2011 | "Angels Are Singing"                         | Não incluso em álbum  |
| 2013 | "Skipping a Beat"                            |                       |
| 2014 | "How Bout Now (Remix)"                       | #ByeFelicia           |
| 2014 | "It Ain't You"                               | Right Here, Right Now |
| 2015 | "100 Years"                                  | Right Here, Right Now |
| 2015 | "Work from Home" (com participação de B.o.B) | Right Here, Right Now |

### Outras canções que entraram nas tabelas musicais
| Ano  | Canção                 | Melhores posições nas tabelas | Álbum         |
| Ano  | Canção                 | EUA                           | Álbum         |
| ---- | ---------------------- | ----------------------------- | ------------- |
| 2007 | "A Broken Wing"        | 66                            | Jordin Sparks |
| 2007 | "I (Who Have Nothing)" | 80                            | Jordin Sparks |

## Aparições em álbuns
| Ano  | Canção                                                                 | Álbum                             |
| ---- | ---------------------------------------------------------------------- | --------------------------------- |
| 2010 | "Count On You" (Big Time Rush com participação de Jordin Sparks)       | B.T.R.                            |
| 2011 | "You Gotta Want It"                                                    | Official Gameday Music of the NFL |
| 2013 | "Vertigo" (Jason Derulo com participação de Jordin Sparks)             | Tattoos                           |
| 2013 | "Chocolate Brown Eyes" (Salaam Remi com participação de Jordin Sparks) | One In The Chamber                |

## Bandas sonoras
| Ano  | Canção                               | Filme                             |
| ---- | ------------------------------------ | --------------------------------- |
| 2007 | "I'll Be Home For Christmas"         | This Christmas                    |
| 2009 | "Road to Paradise"                   | Tinker Bell and the Lost Treasure |
| 2009 | "If You Dream" (com vários artistas) | More Than a Game                  |
| 2010 | "Reflection"                         | Secrets of the Mountain           |
| 2010 | "Beauty and the Beast"               | Beauty and the Beast              |
| 2011 | "The World I Knew"                   | African Cats                      |
| 2011 | "Angels Are Singing"                 | Twelve Dates of Christmas         |

## Vídeos musicais
| Ano  | Canção                           | Director(a)     |
| ---- | -------------------------------- | --------------- |
| 2007 | "Tattoo"                         | Matthew Rolston |
| 2008 | "No Air"                         | Chris Robinson  |
| 2008 | "One Step at a Time"             | Ray Kay         |
| 2008 | "Tattoo" (versão do Reino Unido) | Scott Speer     |
| 2009 | "Battlefield"                    | Philip Andelman |
| 2009 | "S.O.S. (Let the Music Play)"    | Chris Robinson  |
| 2009 | "Art of Love"                    | TWiN            |
| 2009 | "Little Drummer Boy"             | Valerie Babayan |
| 2010 | "We Are the World 25 for Haiti"  | Paul Haggis     |
| 2010 | "Beauty and the Beast"           | Philip Andelman |
| 2011 | "The World I Knew"               | N/A             |
| 2012 | "Celebrate"                      | Marcus Raboy    |